# Lebensüberdruss

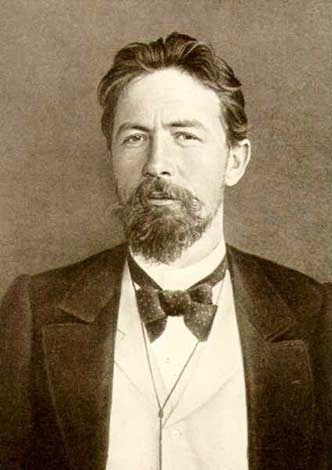
Anton Tschechow

Lebensüberdruss (russisch Скука жизни, Skuka schisni) ist eine Erzählung des russischen Schriftstellers Anton Tschechow, die am 31. Mai 1886 in der Nowoje wremja abgedruckt wurde.

## Inhalt
Anna Michailowna Lebedewa kann den Tod ihrer 17-jährigen einzigen Tochter Schurotschka kaum verwinden. Die Frau General verschleudert ihr Haus in der Stadt, spendet großzügig dem Athos-Kloster und zieht sich auf ihr Landgut nach Shenino zurück. Weder im Opfern, Fasten noch im Pilgern findet Anna Ruhe. Aber als Annas Koch sich am Herd verbrüht und die Frau Erste Hilfe leistet, hat sie eine Erleuchtung. Anna beschäftigt sich fortan mit Heilkunde, liest die Zeitschrift Arzt und kuriert schließlich mit Vergnügen die teilweise vor Schmutz starrenden erkrankten Bauern. Sogar die Ruhr im benachbarten Gurjino geht sie mit Opium an.
Ihren Ehemann, den General der Artillerie Arkadi Petrowitsch Lebedew, hatte Anna betrogen, als die Tochter noch ein Kleinstkind war. Das war das Aus für diese Ehe gewesen. Nun nach dem Tode der einzigen Tochter erhält Anna von dem altersmüden, tief verschuldeten Batteriekommandeur Arkadi einen langen Brief, der einen zweijährigen, nicht erlahmenden Briefwechsel einleitet und an dessen Ende der altgediente Militär nach Shenino übersiedelt. Zur Begrüßung nimmt Arkadi seine Frau in den Arm und küsst sie auf die Stirn. Sie schauen einander an und es sieht so aus, als schämten sie sich ihres Alters. Anton Tschechow schreibt: „Beide spürten, daß die Erinnerung an die Tochter einen stechenden Schmerz und Tränen hervorrufen würde, aus der Vergangenheit aber stiegen ihnen wie aus einem tiefen Essigfaß stickiger Geruch und Finsternis entgegen.“
Arkadi wird von Rheumatismus geplagt. Anna empfiehlt Jod-Einreibung und Salicylnatron als Gegenmittel. Arkadi reagiert mürrisch und will nichts von der Quacksalberei wissen. Zwar weiß der General von seiner Unausstehlichkeit, doch ändern kann er sie nicht. Bei Tisch schwatzt er unaufhörlich über Sozialismus, Militärreform und Hygiene. Hauptsache, die Rede kommt nicht auf die Tochter. Heimlich lässt er eine Seelenmesse für die Tote lesen. Zwar beweint er die Verstorbene, aber nach ein paar Tagen geht er nicht mehr in die Kirche. Kontaktversuche mit den Nachbarn scheitern. So wendet sich der General a. D. gegen die „Patienten“ seiner Frau. Mit der Zeit bleiben die kranken Bauern fern. Anna kann sich gegen Arkadi nicht durchsetzen. Er hat das stärkere Argument: Praktizieren dürfen nur die Ärzte. Als Arkadi weiter gegen die Scharlatanerie seiner Frau wettert, kommt es zum Streit, auf dessen Gipfel dem General eine bittere Nebenbemerkung über die verlorene Tochter entschlüpft. Anna und Arkadi lassen ihren Tränen freien Lauf, schmiegen sich aneinander, weinen etwa zwei Stunden lang, sprechen dann mutig von der Tochter und gehen im selben Zimmer zu Bett. Aber Anna kann nicht schlafen, weil Arkadi die Nacht hindurch redet.
Der General stirbt. Weder im Opfern, Fasten noch im Pilgern findet die Witwe Anna Ruhe. Da hat sie wieder eine Erleuchtung. Anna will ins Kloster gehen.

## Rezeption
- Am 11. Juni 1886 schreibt der Schriftsteller und Humorist Wiktor Bilibin[7] an den Autor, der Text beeindrucke stark, sei aber nichts für alte Leute.[8]

## Deutschsprachige Ausgaben
- Lebensüberdruss in: Anton Tschechow: In der Sommerfrische. Erzählungen 1880–1887. Aus dem Russischen neu übersetzt von Vera Bischitzky. Mit einem Nachwort von Gerhard Bauer. 502 Seiten. Artemis und Winkler, Düsseldorf 2003. ISBN 978-3-538-06969-5

### Verwendete Ausgabe
- Lebensüberdruß, S. 133–149 in Gerhard Dick (Hrsg.) und Wolf Düwel (Hrsg.): Anton Tschechow: Das schwedische Zündholz. Kurzgeschichten und frühe Erzählungen. Deutsch von Wolf Düwel. 668 Seiten. Rütten & Loening, Berlin 1965 (1. Aufl.)